# ژکونگ
ژکونگ (به لهستانی:  Rzekuń) یک روستا در لهستان است که در گمینا ژکونگ واقع شده‌است. ژکونگ ۱٬۸۰۰ نفر جمعیت دارد.